# アウトバーン 11
アウトバーン 11（ドイツ語: Bundesautobahn 11, BAB 11 または A 11）はドイツの高速道路、アウトバーンの一路線である。

## 概要
北東のポーランド国境、ナドレンゼー付近から南西のベルリン付近まで110 kmの路線を持つ地方道路である。ベルリンとシュチェチンを結ぶ国際道路のドイツ側区間である。
もともとベルリンとかつてドイツ領であったシュチェチンを結ぶ幹線道路としてナチス時代に建設された。第二次世界大戦後からポーランドと東ドイツの新たに設定された国境で分断されるようになった。ドイツに残った区間はメクレンブルク＝フォアポンメルン州の最南東の地を経て、ブランデンブルク州のウカーマルク地方を縦断して、ベルリン付近のバルニムJCTでA10（ベルリン環状道路）と合流する。

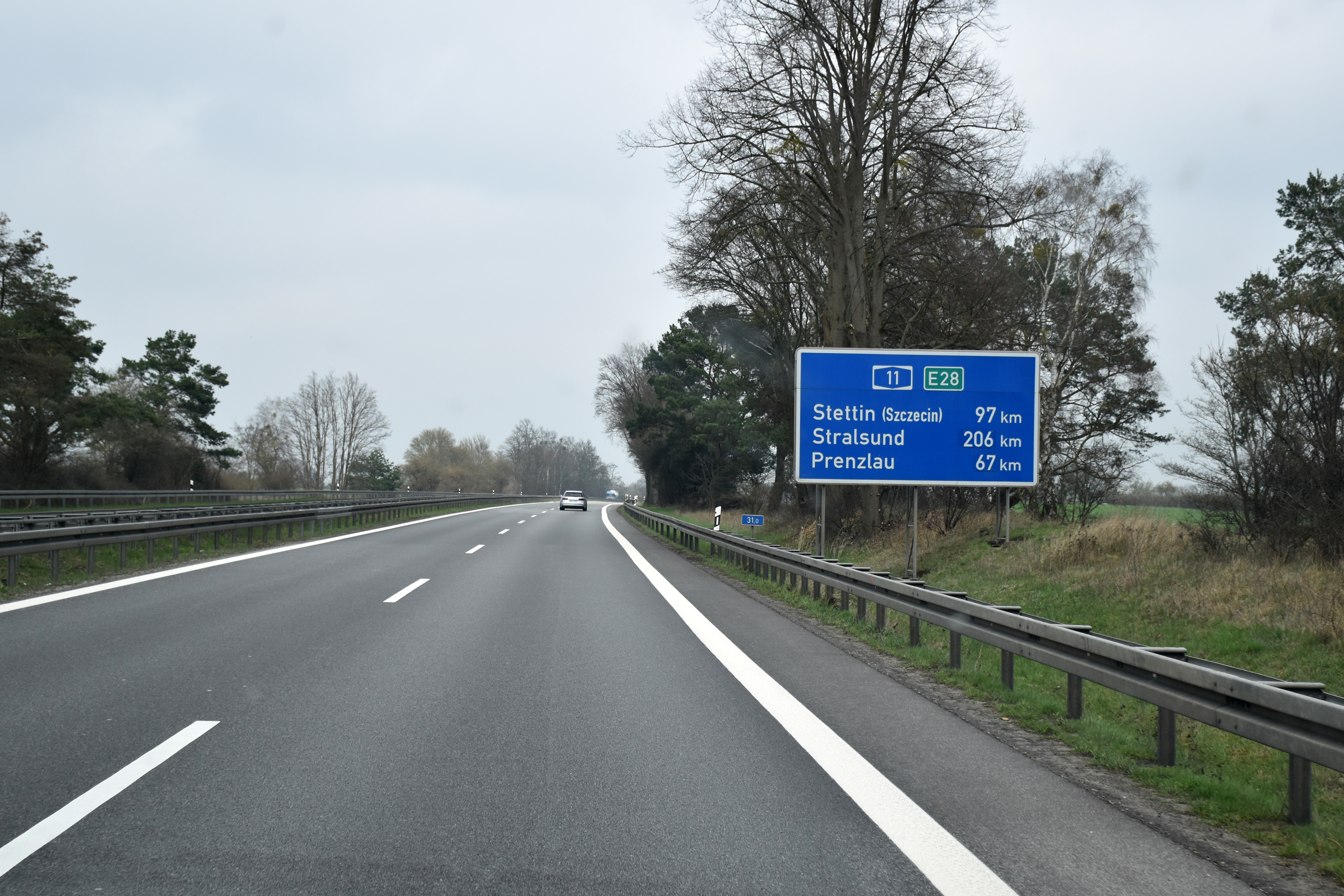
バルニムJCT付近
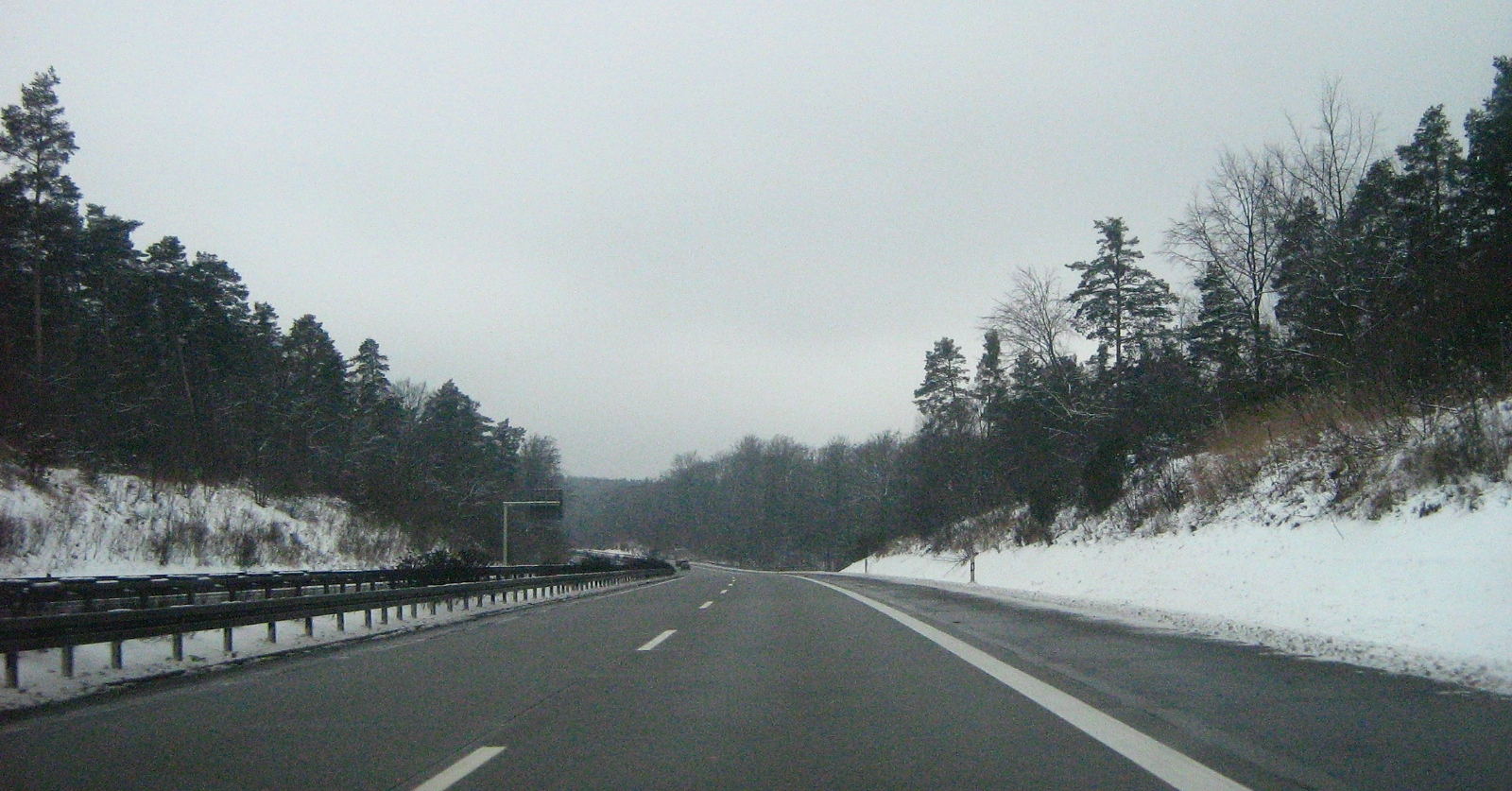
フィノーフルトIC付近
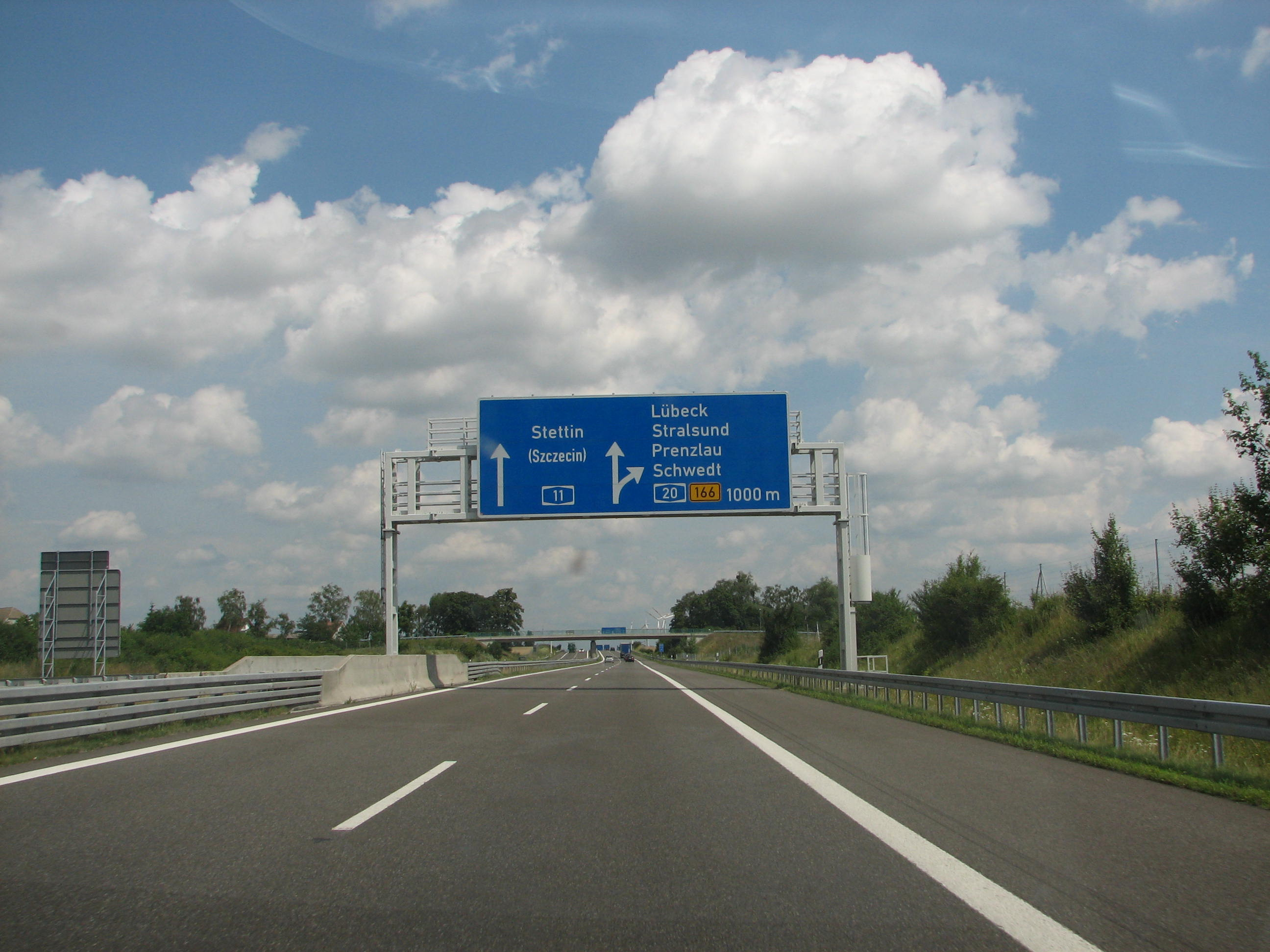
ウカーマルクJCT付近
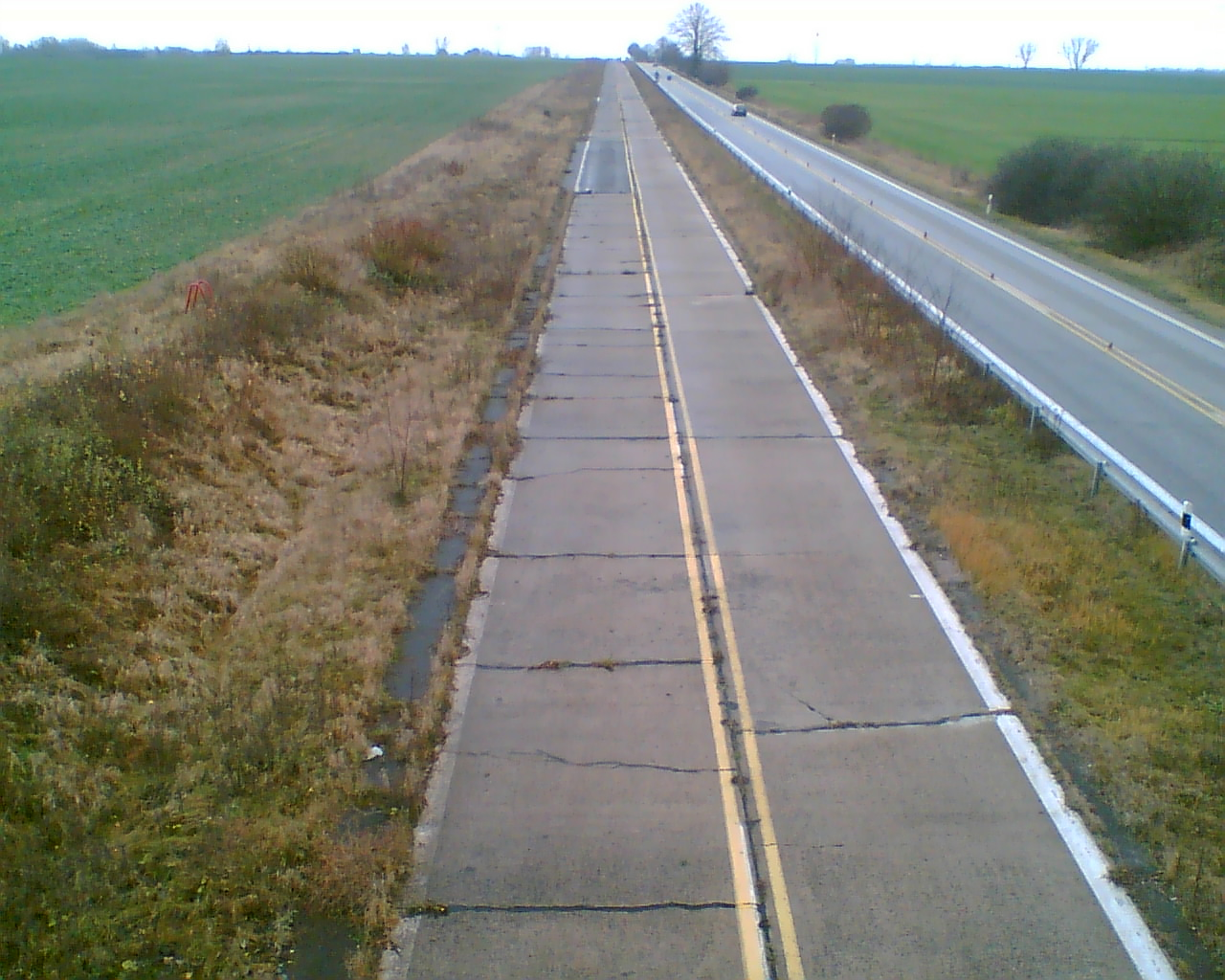
2000年代の改修工事前の区間

## 行程
- 計画段階の新規インターチェンジおよびジャンクション、またはかつて存在していたが、2018年現在閉鎖されているインターチェンジは含まれていない。
- 接続路線名の特記がないものは州道または郡道。

| アウトバーン 11の行程一覧表 | アウトバーン 11の行程一覧表 | アウトバーン 11の行程一覧表                                         | アウトバーン 11の行程一覧表     | アウトバーン 11の行程一覧表         |
| IC 番号                     | 施設名                      | 施設名                                                              | 接続路線名                      | 州                                  |
| --------------------------- | --------------------------- | ------------------------------------------------------------------- | ------------------------------- | ----------------------------------- |
| 1                           | 欧州連合内国境              | ポメレン/コウバスコヴォ国境通過点 Grenzübergang Pomellen/Kołbaskowo | シュチェチン方面                | メクレンブルク＝ フォアポンメルン州 |
| 3                           | インターチェンジ            | ペンクン Penkun                                                     | 連邦道路113号線                 | メクレンブルク＝ フォアポンメルン州 |
| 4                           | インターチェンジ            | シュメルン Schmölln                                                 | --                              | ブランデンブルク州                  |
| 5                           | ジャンクション              | ウカーマルク交差点 Kreuz Uckermark                                  | アウトバーン 20 連邦道路166号線 | ブランデンブルク州                  |
| 6                           | インターチェンジ            | グラムゾー Gramzow                                                  | 連邦道路198号線                 | ブランデンブルク州                  |
| 7                           | インターチェンジ            | ヴァルニッツ Warnitz                                                | --                              | ブランデンブルク州                  |
| 8                           | インターチェンジ            | ブフィンクストベルク Pfingstberg                                    | --                              | ブランデンブルク州                  |
| 9                           | インターチェンジ            | ヨアヒムスタール Joachimsthal                                       | 連邦道路198号線                 | ブランデンブルク州                  |
| 10                          | インターチェンジ            | コリーン Chorin                                                     | --                              | ブランデンブルク州                  |
| 11                          | インターチェンジ            | ヴェルベリーン Werbellin                                            | --                              | ブランデンブルク州                  |
| 12                          | インターチェンジ            | フィノーフルト Finowfurt                                            | 連邦道路167号線                 | ブランデンブルク州                  |
| 13                          | インターチェンジ            | ランケ Lanke                                                        | --                              | ブランデンブルク州                  |
| 14                          | インターチェンジ            | ヴァントリッツ Wandlitz                                             | 連邦道路273号線                 | ブランデンブルク州                  |
| 15                          | インターチェンジ            | ベルナウ＝北 Bernau-Nord                                            | --                              | ブランデンブルク州                  |
| 16                          | インターチェンジ            | ベルナウ＝南 Bernau-Süd                                             | --                              | ブランデンブルク州                  |
| 17                          | ジャンクション              | バルニム交差点 Kreuz Barnim                                         | アウトバーン 10 連邦道路2号線   | ブランデンブルク州                  |